# Струкачёвский сельсовет
Струкачёвский сельсовет — упразднённая административная единица на территории Кормянского района Гомельской области Республики Беларусь.

## Состав
Струкачевский сельсовет включал 5 населённых пунктов:
- Дубовица — деревня
- Михалёвка — деревня
- Моторовка — деревня
- Норковщина — деревня
- Струкачёв — деревня